# Les Quatre Vérités (film)
Pour les articles homonymes, voir Quatre vérités.
Pour plus de détails, voir Fiche technique et Distribution.
Les Quatre Vérités est un film à sketches franco-italo-espagnol, réalisé par Hervé Bromberger, Luis García Berlanga, Alessandro Blasetti et René Clair, sorti en 1962. 
Il est composé de quatre fables de La Fontaine :
- Le Corbeau et le Renard, réalisation : Hervé Bromberger
- La Mort et le Bûcheron, réalisation : Luis García Berlanga
- Le Lièvre et la Tortue, réalisation : Alessandro Blasetti
- Les Deux Pigeons, réalisation : René Clair

## Fiche technique
- Titre original français : Les Quatre Vérités
- Titre italien : Le quattro verità
- Titre espagnol : Las cuatro verdades
- Réalisation : Alessandro Blasetti (Le Lièvre et la Tortue), Hervé Bromberger (Le Corbeau et le Renard), René Clair (Les Deux Pigeons) et Luis García Berlanga (La Mort et le Bûcheron)
- Scénario : Rafael Azcona, Isa Bartalini, Alessandro Blasetti, Hervé Bromberger, Suso Cecchi D'Amico, René Clair, Frédéric Grendel d'après les fables de Jean de La Fontaine
- Musique : Charles Aznavour et Georges Garvarentz
- Photographie : Carlo Di Palma, Jacques Mercanton, Francisco Sempere et Armand Thirard
- Montage : Nino Baragli, Borys Lewin et Denise Natot
- Production : Gilbert de Goldschmidt
- Société de production : Ajace Produzioni Cinematografiche, Franco London Films, Hispamer Films et Madeleine Films
- Pays de production :  France,  Italie et  Espagne
- Genre : Comédie dramatique
- Durée : 110 minutes
- Dates de sortie : 
  - France : 21 décembre 1962

## Distribution
le Lièvre et la Tortue
- Monica Vitti : Madeleine
- Sylva Koscina : Mia
- Rossano Brazzi : Leo
- Gianrico Tedeschi : Valerio
- Sergio Galiano : client au restaurant
- Mario Passante : le restaurateur

le Corbeau et le Renard
- Michel Serrault : le Corbeau
- Jean Poiret : le Renard
- Anna Karina : la Colombe
- Hubert Deschamps : l'avocat

les Deux Pigeons
- Leslie Caron : Annie
- Charles Aznavour : Charles
- Raymond Bussières : le voleur
- Alain Bouvette : Un collègue de Charles
- Albert Michel : Un collègue de Charles

la Mort et le Bûcheron
- Hardy Krüger : El Rubio
- Ana Casares : la fille
- Manuel Alexandre : Casto
- José Luis Coll : un aveugle
- Félix Fernández : un forain
- Agustín González : Funcionario
- José Guardiola (es) : un forain
- José Manuel Martín : un aveugle